# Metaconchoecia rotundata
Metaconchoecia rotundata är en kräftdjursart som först beskrevs av G. W. Müller 1890.  Metaconchoecia rotundata ingår i släktet Metaconchoecia och familjen Halocyprididae. Inga underarter finns listade i Catalogue of Life.